# Crudosilis magadanica
Crudosilis magadanica es una especie de coleóptero de la familia Cantharidae.

## Distribución geográfica
Habita en Rusia.